# أرشيبالد ماكنتاير
أرشيبالد ماكنتاير هو سياسي أمريكي، ولد في 1 يونيو 1772 في Kenmore, Perth and Kinross ‏ في المملكة المتحدة، وتوفي في 6 مايو 1858. انتخب عضو جمعية ولاية نيويورك ‏ وانتخب عضو مجلس ولاية نيويورك ‏.